# ACSM
| Sigles de 2 caractères   |
| Sigles de 3 caractères   |
| ► Sigles de 4 caractères |
| Sigles de 5 caractères   |
| Sigles de 6 caractères   |
| Sigles de 7 caractères   |
| Sigles de 8 caractères   |

En informatique, ACSM (sigle en anglais : Adobe Content Server Management) désigne un format de fichier produit par la société Adobe. 

## Description
Le fichier acsm renvoie à un lien que l'application Adobe Digital Editions (successeur d'Acrobat eBook Reader application) permet d'ouvrir et ainsi il devient possible de lire le fichier acsm. Il est donc indispensable de posséder un compte adobe pour pouvoir lire ces fichiers,.
Adobe Digital Editions est un logiciel de lecture de documents e-book et de presse digitale qui implémente un système de gestion des droits numériques (DRM).

## Versions
Depuis la version 1.5 en 2008, le système DRM autorise le partage de documents sur différents appareils (Ordinateur de bureau, tablette, liseuse, etc.) et une authentification par un identifiant Adobe ID. 
La version 1.7.2 est sortie en 2010, la dernière version disponible est la 4.5, mais cette version n'est pas compatible avec certaines liseuses.